# عمرو بن عثمان بن سعيد
أبو حفص الحمصي عمرو بن عثمان بن سعيد بن كثير بن دينار، من رواة الحديث، وهو ثقة.
سمع من: إسماعيل بن عياش، وسفيان بن عيينة، وبقية بن الوليد، والوليد بن مسلم، وغيرهم. وحدث عنه: أبو داود، والنسائي، وابن ماجه، وجعفر الفريابي، وأبو بكر بن أبي عاصم، وأبو عروبة، وأبو بكر بن أبي داود، وآخرون.
تُوفي سنة 251 هـ، وقيل بل توفي سنة 250 هـ. وقال الذهبي: «مات في شهر رمضان سنة إحدى وخمسين ومائتين. وقيل: سنة خمسين، عن نيف وثمانين سنة. وقع لنا من عواليه في "البعث"، وفي "صفة المنافق".».